# 지노드
지노드(Genode)는 마이크로커널 추상 계층과 사용자 공간 구성 요소 집합으로 구성된 자유-오픈 소스 소프트웨어 운영 체제(OS) 프레임워크이다. 이 프레임워크는 유닉스와 같은 사유 OS에서 파생되지 않은 몇 안 되는 오픈 소스 운영 체제들 가운데 하나로 저명하다. 특징적인 디자인 철학은 작은 신뢰 컴퓨팅 베이스가 보안 지향 OS의 주된 관심사라는 점이다.
지노드는 데스크톱 컴퓨터, 태블릿 OS 또는 게스트 운영 체제용 가상 머신 모니터를 토대로 사용할 수 있다. 이 프레임워크는 안전한 가상화 시스템의 신뢰된 구성 요소로 사용되고 있으며 x86과 ARM을 대상으로 한다.

## 같이 보기
- QNX